# Yesterday and Today
Yesterday and Today är ett samlingsalbum av The Beatles som gavs ut 14 juni 1966. Låtmaterialet på albumet spelades in mellan 1965 och 1966 och producerades av George Martin.
Albumet är mest känt för sitt ursprungliga omslag – Slaktaromslaget (Butcher cover) – med bandmedlemmarna klädda i vita rockar och täckta av babydockor och köttstycken. Bilden var tagen av fotografen Robert Whittaker. Detta omslag drogs dock tillbaka och ersattes med ett omslag på Beatles där Paul McCartney sitter i en koffert (Trunk cover) – något som 1969 bidrog till ryktena att han skulle vara död. 
Samtliga låtar på Yesterday and Today utom tre hade givits ut tidigare i Europa. "I'm Only Sleeping", "Doctor Robert" och "And Your Bird Can Sing" kom ut i Europa först två månader senare på LP:n Revolver, som släpptes på Parlophone den 5 augusti 1966. De saknas därför på den amerikanska utgåvan av Revolver, som kom ut på Capitol den 8 augusti 1966.
De tre nya låtarna var dock enbart i s.k. Duophonic, en sorts fuskstereo, på Yesterday and Today. Dessutom är gitarrpålägget, där en elgitarr spelas baklänges, något annorlunda på den amerikanska versionen av låten "I'm Only Sleeping".
Eftersom de amerikanska LP-skivorna som regel innehöll färre låtar än de europeiska blev det s.a.s. melodier över till ett ytterligare album. "Act Naturally" är den enda covern på skivan. Låten sjungs av Ringo Starr sekunderad av Paul McCartney. I Europa ingick den på LP:n Help! sommaren 1965 liksom McCartneys låt "Yesterday". Ringo Starr sjunger också "What Goes On", den första låt han står som medkompositör till vid sidan av John Lennon och Paul McCartney. Låten fanns med på den europeiska versionen av LP:n Rubber Soul 1965, där även "Drive My Car", "Nowhere Man" och George Harrisons "If I Needed Someone" ingick. "We Can Work It Out" och "Day Tripper" fanns ursprungligen enbart som singel (med dubbel A-sida) i England. Denna singel släpptes dock samma dag som LP:n Rubber Soul - den 3 december 1965.

## Låtlista
Låtarna skrivna av Lennon/McCartney, där inget annat namn anges

### Sida 1
1. "Drive My Car" -2:30
2. "I'm Only Sleeping" -3:01
3. "Nowhere Man" -2:45
4. "Doctor Robert" -2:15
5. "Yesterday" -2:07
6. "Act Naturally" (Morrison/Russell) -2:33

### Sida 2
1. "And Your Bird Can Sing" -2:01
2. "If I Needed Someone" - (George Harrison) 2:24
3. "We Can Work It Out" -2:15
4. "What Goes On" (Lennon/McCartney/Starkey) -2:51
5. "Day Tripper" -2:50